# Stolzhausen
Stolzhausen ist der nach Einwohnerzahl kleinste Stadtteil von Waldkappel im nordhessischen Werra-Meißner-Kreis. Das Dorf liegt von Wald umgeben südwestlich von Waldkappel im Vorland des Hohen Meißners.

## Geschichte

### Ortsgeschichte
Die älteste bekannte schriftliche Erwähnung von Stolzhausen erfolgte unter dem Namen Stoltzhausen im Jahr 1585.
Dabei handelte es sich um einen von kleinen Adelsfamilien gegründeten Gutshof. Noch im 18. Jahrhundert wurde Stolzhausen als Höf bezeichnet.
Im Zuge der Gebietsreform in Hessen wurde die bis dahin selbständige Gemeinde Stolzhausen zum 31. Dezember 1971 auf freiwilliger Basis in die Stadt Waldkappel eingemeindet. Für Stolzhausen, sowie für alle ehemals eigenständigen Gemeinden von Waldkappel und die Kerngemeinde wurde je ein Ortsbezirk mit Ortsbeirat und Ortsvorsteher nach der Hessischen Gemeindeordnung gebildet.

### Verwaltungsgeschichte im Überblick
Die folgende Liste zeigt die Staaten und Verwaltungseinheiten, denen Stolzhausen angehört(e):
- vor 1567: Heiliges Römisches Reich, Landgrafschaft Hessen, Amt Spangenberg
- ab 1654: Heiliges Römisches Reich, Landgrafschaft Hessen-Kassel, Amt Spangenberg
- ab 1806: Landgrafschaft Hessen-Kassel, Amt Spangenberg
- 1807–1813: Königreich Westphalen, Departement der Werra, Distrikt Eschwege, Kanton Bischhausen
- ab 1815: Kurfürstentum Hessen, Amt Spangenberg[6]
- ab 1821: Kurfürstentum Hessen, Provinz Niederhessen, Kreis Eschwege[7][Anm. 2]
- ab 1848: Kurfürstentum Hessen, Bezirk Eschwege
- ab 1851: Kurfürstentum Hessen, Provinz Niederhessen, Kreis Eschwege
- ab 1867: Norddeutscher Bund[Anm. 3], Königreich Preußen, Provinz Hessen-Nassau, Regierungsbezirk Kassel, Kreis Eschwege
- ab 1871: Deutsches Reich, Königreich Preußen, Provinz Hessen-Nassau, Regierungsbezirk Kassel, Kreis Eschwege
- ab 1918: Deutsches Reich, Freistaat Preußen, Provinz Hessen-Nassau, Regierungsbezirk Kassel, Kreis Eschwege
- ab 1944: Deutsches Reich, Freistaat Preußen, Provinz Kurhessen, Landkreis Eschwege
- ab 1945: Amerikanische Besatzungszone, Groß-Hessen, Regierungsbezirk Kassel, Landkreis Eschwege
- ab 1946: Amerikanische Besatzungszone, Land Hessen, Regierungsbezirk Kassel, Landkreis Eschwege
- ab 1949: Bundesrepublik Deutschland, Land Hessen, Regierungsbezirk Kassel, Landkreis Eschwege
- ab 1972: Bundesrepublik Deutschland, Land Hessen, Regierungsbezirk Kassel, Landkreis Eschwege, Stadt Waldkappel[Anm. 4]
- ab 1974: Bundesrepublik Deutschland, Land Hessen, Regierungsbezirk Kassel, Werra-Meißner-Kreis, Stadt Waldkappel

## Bevölkerung

### Einwohnerstruktur 2011
Nach den Erhebungen des Zensus 2011 lebten am Stichtag dem 9. Mai 2011 in Stolzhausen 33 Einwohner. Darunter waren keine Ausländer.
Nach dem Lebensalter waren 3 Einwohner unter 18 Jahren, 9 zwischen 18 und 49, 9 zwischen 50 und 64 und 15 Einwohner waren älter. Die Einwohner lebten in 18 Haushalten. Davon waren 3 Singlehaushalte, 9 Paare ohne Kinder und 3 Paare mit Kindern, sowie 3 Alleinerziehende und keine Wohngemeinschaften. In 6 Haushalten lebten ausschließlich Senioren und in 6 Haushaltungen lebten keine Senioren.

### Einwohnerentwicklung
- 1585: 2 Hausgesesse[1]
- 1747: 2 Haushaltungen[1]

| Stolzhausen: Einwohnerzahlen von 1763 bis 2015 | Stolzhausen: Einwohnerzahlen von 1763 bis 2015 | Stolzhausen: Einwohnerzahlen von 1763 bis 2015 | Stolzhausen: Einwohnerzahlen von 1763 bis 2015 | Stolzhausen: Einwohnerzahlen von 1763 bis 2015 |
| --- | ---------------------------------------------- | ---------------------------------------------- | ---------------------------------------------- | ---------------------------------------------- |
| Jahr |                                                |                                                |                                                | Einwohner                                      |
| 1763 | 1763                                           |                                                | 13                                             | 13                                             |
| 1800 | 1800                                           |                                                | ?                                              | ?                                              |
| 1834 | 1834                                           |                                                | 71                                             | 71                                             |
| 1840 | 1840                                           |                                                | 76                                             | 76                                             |
| 1846 | 1846                                           |                                                | 72                                             | 72                                             |
| 1852 | 1852                                           |                                                | 84                                             | 84                                             |
| 1858 | 1858                                           |                                                | 85                                             | 85                                             |
| 1864 | 1864                                           |                                                | 95                                             | 95                                             |
| 1871 | 1871                                           |                                                | 74                                             | 74                                             |
| 1875 | 1875                                           |                                                | 61                                             | 61                                             |
| 1885 | 1885                                           |                                                | 69                                             | 69                                             |
| 1895 | 1895                                           |                                                | 94                                             | 94                                             |
| 1905 | 1905                                           |                                                | 63                                             | 63                                             |
| 1910 | 1910                                           |                                                | 64                                             | 64                                             |
| 1925 | 1925                                           |                                                | 66                                             | 66                                             |
| 1939 | 1939                                           |                                                | 60                                             | 60                                             |
| 1946 | 1946                                           |                                                | 101                                            | 101                                            |
| 1950 | 1950                                           |                                                | 95                                             | 95                                             |
| 1956 | 1956                                           |                                                | 80                                             | 80                                             |
| 1961 | 1961                                           |                                                | 82                                             | 82                                             |
| 1967 | 1967                                           |                                                | 75                                             | 75                                             |
| 1970 | 1970                                           |                                                | 76                                             | 76                                             |
| 1980 | 1980                                           |                                                | ?                                              | ?                                              |
| 1990 | 1990                                           |                                                | ?                                              | ?                                              |
| 2000 | 2000                                           |                                                | ?                                              | ?                                              |
| 2011 | 2011                                           |                                                | 33                                             | 33                                             |
| 2015 | 2015                                           |                                                | 33                                             | 33                                             |
| Datenquelle: Historisches Gemeindeverzeichnis für Hessen: Die Bevölkerung der Gemeinden 1834 bis 1967. Wiesbaden: Hessisches Statistisches Landesamt, 1968. Weitere Quellen: LAGIS; Stadt Waldkappel; Zensus 2011 |                                                |                                                |                                                |                                                |

### Historische Religionszugehörigkeit
| • 1885: | 58 evangelische (= 100 %) Einwohner                                |
| • 1961: | 75 evangelische (= 91,46 %), ein katholischer (= 1,22 %) Einwohner |